# Masahiro Shinoda
Masahiro Shinoda (jap. 篠田 正浩, Shinoda Masahiro; * 9. März 1931 in Gifu, Präfektur Gifu; † 25. März 2025 in Tokio) war ein japanischer Filmregisseur und Drehbuchautor.

## Biografie
Shinoda begann seine Laufbahn bei der Filmgesellschaft Shōchiku als Assistent von Yasujirō Ozu. Gemeinsam mit diesem wurde er Direktor der Gesellschaft und neben Regisseuren wie Susumu Hani, Hiroshi Teshigahara, Koreyoshi Kurahara, Yasuzō Masumura, Nagisa Ōshima, Yoshishige Yoshida und Shōhei Imamura Begründer des Japanischen New Wave (Noberu bagu). Ab 1965 leitete er die unabhängige Filmproduktionsgesellschaft Hyōgensha. Bei der Berlinale gewann er 1986 einen Silbernen Baren für Gonza, der Lanzenkämpfer.

## Filmografie
| - 1960: Koi no katamichi kippu - 1961: Watakushi-tachi no kekkon - 1961: Shamisen to otobai - 1961: Yuhi ni akai ore no kao - 1961: Waga koi no tabiji - 1961: Kawaita mizuumi - 1962: Yama no sanka: moyuru wakamono tachi - 1962: Namida o shishi no tategami ni - 1964: Kawaita hana, en: Pale Flower. - 1964: Ansatsu - 1965: Ibun Sarutobi Sasuke - 1965: Utsukushisa to kanashimi to - 1966: Shokei no shima - 1967: Akane-gumo - 1969: Shinju: Ten no amijima - 1970: Buraikan | - 1971: Chinmoku - 1972: Sapporo Orinpikku (Dokumentarfilm) - 1973: Kaseki no mori - 1974: Himiko - 1975: Sakura no mori no mankai no shita - 1977: Melodie in Grau (Hanare goze Orin) - 1979: Yasha-ga-ike - 1981: Akuryo-To - 1984: Setouchi shonen yakyudan - 1986: Gonza, der Lanzenkämpfer (Yari no Gonza) - 1989: Die Tänzerin - 1990: Shonen jidai - 1995: Sharaku - 1997: Setouchi munraito serenade - 1999: Fukuro no shiro - 2003: Spy Sorge |